# Gorerotted
A Gorerotted angol death metal/deathgrind együttes volt, 1997-ben alakult. Tagok: Ben McCrow, Tim Csekey, Gian Pyres, Phil Wilson, Jon Rushforth. Ez volt a végső felállás, rajtuk kívül még többen megfordultak itt.
Fennállásuk alatt négy nagylemezt és egy demót dobtak piacra. Szövegeik nagyrészt a horrorfilmekről és sorozatgyilkosokról szóltak. Dalaikban a humor is helyet kapott. 2008-ban feloszlottak, a tagok pedig új együttest alapítottak, The Rotted néven.

## Diszkográfia
- Mutilated in Minutes (2001)
- Split Your Guts vol. 1 (2002)
- Only Tools and Corpses (2003, szójáték az Only Fools and Horses sitcom címével)
- A New Dawn for the Dead (2005)